# يويا ياماغيشي
يويا ياماغيشي (باليابانية: 山岸 祐也) (مواليد 29 أغسطس 1993)، هو لاعب كرة قدم ياباني سابق كان يلعب كلاعب وسط.

## وصلات خارجية
- يويا ياماغيشي على موقع رابطة كرة القدم اليابانية للمحترفين (اليابانية)
- يويا ياماغيشي على موقع قاعدة بيانات كرة القدم.إي يو (الإنجليزية)
- يويا ياماغيشي على موقع Soccerway.com (الإنجليزية)
- يويا ياماغيشي على موقع عالم كرة القدم.نت (الإنجليزية)